# Catharina Weiss
Catharina Weiss (Stoccarda, 2 giugno 2000) è una sciatrice alpina e cestista tedesca paralimpica, che ha rappresentato la Germania nella pallacanestro in carrozzina ai Campionati mondiali, europei e alle Paralimpiadi di Tokyo del 2020, vincitrice di un totale di quattro medaglie, una medaglia d'argento e tre medaglie di bronzo.

## Biografia
All'età di due mesi, a Weiss è stato diagnosticato un cancro al midollo spinale, malattia che le ha provocato la paraplegia. Ha iniziato a praticare lo sci alpino paralimpico nel 2011, presso lo Sciclub Plochingen, allenata da Tina Rotolo. A livello giovanile nazionale, Weiss ha gareggiato anche nel nuoto paralimpico e nella pallacanestro in carrozzina. Risiede a Plochingen, in Germania.

## Carriera
Weiss fa parte della nazionale maggiore dal 2017, nazionale con la quale ha subito vinto l'argento agli Europei di Tenerife.
Un bronzo è arrivato ai Mondiali di Amburgo del 2018 e successivamente ai Campionati Europei di Rotterdam del 2019, risultato che l'ha qualificata ai Giochi paralimpici estivi del 2020 a Tokyo. A Tokyo 2020, con la nazionale tedesca, Weiss ha vinto la medaglia di bronzo nella pallacanestro in carrozzina a squadre

## Palmarès

### Paralimpiadi
- 1 medaglia:
  - 1 bronzo (pallacanestro in carrozzina a Tokyo 2021)

### Campionati mondiali
- 1 medaglia:
  - 1 bronzo (pallacanestro in carrozzina a Amburgo 2018)

### Campionato europeo
- 2 medaglie:
  - 1 argento (pallacanestro in carrozzina a Tenerife 2017)
  - 1 bronzo (pallacanestro in carrozzina a Rotterdam 2019)

### Giochi mondiali universitari
- 1 medaglia:
  - 1 oro (pallacanestro in carrozzina 3x3 a Reno-Ruhr 2025)